# Diablo III: Reaper of Souls
Diablo III: Reaper of Souls je první datadisk ke hře Diablo III. Betaverze proběhla od prosince 2013 do března 2014. Plná verze na PC vyšla 25. 3. 2014.

## Změny oproti minulé verzi
Výrobce nabízí toto vylepšení: Maximální úroveň 70, nový akt V, novou postavu - Crusader, nové skilly a runy, loot 2.0, paragon 2.0, nový artisani, adventure mód a nephalem rifts s blood shardy, nový drahokam - diamant, noví bossové, monstra, u elit se můžete potkat s novými affixy, questy, NPC

### Nový akt
Nový akt, který se odehrává ve Westmarch a ve kterém vás čeká návštěva známé Pandemonium Fortress, kde se utkáte s finálním Bossem. Délka aktu se podobá druhému, je nejtemnější ze všech a jako v předchozích aktech zde najdete další dva bosse.

### Nová postava
Nová postava, Crusader, je podobná Paladinovi z Diabla II. Jeho primární atribut je síla a plní roli tanka. Nosí speciální štíty (Crusader Shields) a řemdihy (Flails), které jsou určené pouze pro něj. Díky jeho jedinečné pasivní schopnosti dokáže nosit obouruční zbraň a štít jako jediná postava ve hře, ovšem za menší postih.

### Loot 2.0
Nový loot system přináší mnoho změn, jedna z hlavních a výrazných změn je, že předměty padají přímo pro postavu, za kterou hrajete. Šance na drop legendárních předmětů je mírně navýšena, navíc legendary itemy jsou nyní bound to account, tzn. že je nemůžete vyměnit, můžete je používat pouze vy.

### Paragon 2.0
Nový paragon system přinese 3 velké změny:
- Paragon je nyní account wide, to znamená, že všechny vaše postavy mají stejný paragon level
- Paragon level je omezen na 20 000
- Za každý paragon level dostanete 1 bod do jedné z následujících větví:
  - Core - zvyšuje základní atributy postavy, vitalitu, maximum resource a rychlost pohybu
  - Offense - zvyšuje attack speed, šanci na crit, poškození critem a redukuje cooldowny
  - Defense - zvyšuje HP, armor, all resist, life per hit
  - Utility - zvyšuje area damage, gold find, life regen, redukuje resource

- Staty můžete kdykoli resetovat zdarma

### Mystic
Mystic je další artisan, který vám za menší poplatek nabídne 2 služby - Enchanting (změna statu na itemu) a Transmogrify (změna vzhledu itemu).

### Adventure mód a nephalem Rifts
V datadisku kromě kampaně je také nový nelineární mód - Adventure. Máte možnost pohybovat se celým světem Sanctuary a plnit bounties (odměny), za které získávate peníze, experience a hlavně blood shardy z truhel, které získáte za splnění všech bounties v daném aktu. Navíc dostáváte Rift Keystone Fragmenty k otevření Nephalem riftu, ve kterém na vás čeká spousta monster a rift guardian, ze kterého padají poměrně veliké množství blood shardů.

### Greater Rifts
Po zabití rift guardiana v Nephalem Rift je šance na vypadnutí Rift Keystone Trial. Tento klíč otevírá trial, ve kterém vás čeká boj s neustále težšími vlnami monster. V závislosti na počtu zabitých vln poté dostanete Greater Rift key (čím více vln zabijete, tím vyšší klíč dostanete). Greater Rifts jsou endgame záležitost a nemá smysl je procházet s postavami, které hrajete na nízké obtížnosti. Od začátku riftu máte 15 minut na zabití rift guardiana. Stihnete-li to v časovém limitu, máte šanci na umístění v online žebříčku blizzardu. Průběh riftu je velmi podobný Nephalem Rifts s tím rozdílem, že z monster nepadá žádný loot (s výjimkou zabitých elite packů, ze kterých padají fialové lebky zvyšující progress riftu) a zabitím rift guardiana rift končí. Vám padnou nové legendární gemy, které můžete právě dokončením Greater Riftu vylepšovat. Druhá možnost, dostupná pouze v případě, že jste rift dokončili v limitu, je navýšení úrovně Greater Rift key (pro příklad Greater Rift level 25 = obtížnost Torment VI). Čím vyšší level úspěšně dokončíte, tím více dostanete experience a blood shards. Maximální úroveň není nijak omezena.

### Blood shards
Jedná se o novou měnu, za kterou je možné nakupovat neidentifikované předměty, které se identifikují ihned po koupi. Předmět může nabývat různé kvality, samozřejmě nejnižší šance jsou na legendární předměty, případně set itemy.

### Diamant
Nový drahokam. Bude mít následující bonusy
- Helma – zredukuje cooldowny u skillu
- Zbraň – zvýší poškození proti elitkám
- Ostatní – zvýší all resist